# (24998) Hermite
(24998) Hermite ist ein Asteroid des Hauptgürtels, der am 28. Juli 1998 vom italo-amerikanischen Astronomen Paul G. Comba am Prescott-Observatorium (IAU-Code 684) entdeckt wurde.
Der Asteroid ist nach dem französischen Mathematiker Charles Hermite (1822–1901) benannt.